# (41450) Medkeff
(41450) Medkeff – planetoida z pasa głównego asteroid okrążająca Słońce w ciągu 3,69 lat w średniej odległości 2,39 j.a. Została odkryta 1 czerwca 2000 roku przez Myke’a Collinsa i Minora White’a.
Odkrywcy uhonorowali nazwą planetoidy Jeffa Medkeffa (ur. 1968), który dostarczył społeczności amatorskiej darmowe oprogramowanie, które umożliwiło zautomatyzowaną pracę obserwatoriów astronomicznych, kontrolę nad teleskopami, przetwarzanie danych oraz automatyczne przesyłanie wyników do Minor Planet Center. W ten sposób przyczynił się do odkrycia i obserwacji fotometrycznych tysięcy planetoid.